# Ал Харкер
Алберт Харкер (Филаделфија, 11. април 1910 – Камп Хил, 3. април 2006) био је амерички фудбалер који је био члан америчке репрезентације на Светском првенству у фудбалу 1934. године . Током своје каријере освојио је три шампионата Америчке фудбалске лиге, два лига купа, титулу Националног аматерског купа и Национални куп изазова 1935. године. Харкер је похађао колеџ Жирард где је играо у мушком фудбалском тиму од 1926. до 1929. године.

## Каријера
Након што је дипломирао на Жирарду, потписао је уговор са Коринтијансом из Националне фудбалске лиге Филаделфије. Године 1930. преселио се у Апер Дарби, а 1931. у Кенсингтон Блу Белс. Године 1932, прешао је у Филаделфија Герман-Американце. Када је друга Америчка фудбалска лига формирана 1933. године, немачки-американци су се преселили у нову лигу. Те године, тим је освојио Национални аматерски куп и Национални куп изазова 1935. године. Тим је постао познат као Филаделфија Американци 1941. године. Под новим именом, Харкер и његови саиграчи су освојили првенство АСЛ 1942, 1944. и 1947. године, као и лига куп 1941. и 1943. године.

## Репрезентација
Харкер је позван у репрезентацију за Светско првенство у фудбалу 1934. године, али није играо у јединој утакмици купа против САД, коју су изгубили од каснијег шампиона Италије резултатом 7 : 1. Такође је позван у амерички олимпијски фудбалски тим за Летње олимпијске игре 1936. године, али је одбио јер није могао да узме два месеца одсуства са посла.
Примљен је у Националну фудбалску кућу славних 1979. године и у Атлетску кућу славних колеџа Жирард 2006. године.

## Лични живот
Харкер је преминуо 8. априла 2006. године у дому за старе у Камп Хилу, Пенсилванија, осам дана пре свог 96. рођендана. Био је последњи преживели члан репрезентације са Светског првенства 1934. године. Чак и у каснијим годинама, Ал је седео са својом праунуком и сећао се дана када је играо са саиграчима. Сећао се како би долазили током лета и играли одбојку у дворишту. Ал је увек чувао те лепе успомене на фудбал близу свог срца. Седамдесет три године касније, још увек је носио свој прстен Националног аматерског купа.